# محمد أمين دابو
محمد أمين دابو لاعب كرة قدم سعودي سابق من أصل سنغالي و هو ابن اللاعب الدولي أمين دابو. لعب في النادي الأهلي كما مثل المنتخب السعودي للشباب و لم يستمر مع الأهلي كثيراً، اعتزل عام 2002.